# Living in a House Divided
«Living In A House Divided» — пісня американської співачки Шер, випущена як головний сингл з її альбому «Foxy Lady» 1972 року.

## Історія
У тексті пісні обговорюється тодішня злободенна тема Шер — її розрив шлюбу з тодішнім чоловіком Сонні Боно. Через образу Шер на те, що Сонні контролював її життя та кар'єру, їхній шлюб розпався. Вони розлучилися за два роки після того, як ця пісня стала хітом.
Пісня вийшла як сингл, що посів 22 місце в Billboard Hot 100, 2 місце в чарті Adult Contemporary та досяг 21-го місця у чарті Cash Box. Також «Living in a House Divided» увійшла до топ-20 хітів чарту Канади. Проте «Living in a House Divided» не змогла досягти успіху «Gypsys, Tramps & Thieves», хоч вона, так само як і цей попередній хіт Шер, головний сингл альбому.
За складовою «Living in a House Divided» була дуже схожа на «I've Lost You», інший хіт, який потрапив у топ-40 чарту, що описував розпад ще однієї «суперпари», Елвіса і Прісцили Преслі. Обидві пари були сучасниками, стосунки обидвох тривали 10 років, причому Сонні та Елвіс були більш ніж на 10 років старші за своїх дружин. Пісні вийшли з різницею менш ніж у два роки, вони однаково потрапили в чарти і розказували про труднощі, з якими зіткнулися ці відомі пари.
Також вийшла італійська версія пісні співачки Маріси Саккетто під назвою «Stare Insieme Separati», яка увійшла до її дебютного альбому «Primo Incontro».

## Оцінки критиків
Редактор AllMusic Джо Вігліоне зазначив, що ця пісня витримала випробування часом.

## Чарти
| Чарт (1972)                                        | Позиція |
| -------------------------------------------------- | ------- |
| Австралія (Australian Singles (Kent Music Report)) | 61      |
| Канада (Canada RPM Top Singles)                    | 17      |
| Канада (Canada RPM Adult Contemporary)             | 14      |
| Квебек (Quebec (ADISQ))                            | 42      |
| США (US Billboard Hot 100)                         | 22      |
| США (US Billboard Easy Listening)                  | 2       |
| США (US Cash Box Top 100)                          | 21      |